# Sit morski
Sit morski (Juncus maritimus Lam.) – gatunek rośliny z rośliny sitowatych. Obszar jego naturalnego zasięgu obejmuje Afrykę Północną (Azory, Wyspy Kanaryjskie), część Azji (Cypr, Afganistan, Iran, Izrael, Turcja, Azerbejdżan, Dagestan, Turkiestan, Turkmenistan, Uzbekistan i większą część Europy. Jako efemerofit występuje w USA i Urugwaju. W Polsce obecnie nie występuje, w XX wieku jednak występował na wyspie Uznam.

## Morfologia
ŁodygaSztywna, okrągła, wewnątrz wypełniona ciągłym, gąbczastym rdzeniem. Jest ostro zakończona, jasnozielona, w dolnej części brązowa. Ma wysokość 30-100 cm,.  Występuje płożące kłącze.
LiścieW postaci podsadek, z których wyrastają kwiatostany. Są przeważnie dłuższe od kwiatostanu, sztywne i ostro zakończone.
KwiatyZebrane w rozpierzchłe i gęste kwiatostany o długości (5) 7-15 (-20) cm. Kwiatostany te wyrastają na szczycie łodygi lub na szczytach jej bocznych odgałęzień.  Kwiaty mają długość (2,5-) 3-4 mm, zazwyczaj występują w grupkach po 2-3. Mają 6 ostro zakończonych działek okwiatu, 6 pręcików i jeden słupek z 3 znamieniami.
OwocJajowata torebka zakończona spiczastym dzióbkiem. Ma długość 2,5-5 mm. Nasiona brązowawe, elipsoidalne, o długości 0,6-0,7 mm z ogonkiem o długości 0,5-1,2 mm.

## Zastosowanie
- W starożytnym Egipcie łodyg situ używano do pisania, jeszcze wcześniej, nim zaczęto w tym celu stosować trzcinę. Robiono to w ten sposób, że na skośnie ściętej łodydze rozluźniano ustami włókna i powstawał pędzelek umożliwiający pisanie zarówno grubszymi, jak i cieńszymi liniami[8].
- Z łodyg wytwarzano dawniej maty[8].
- Z obranych z zewnętrznej skórki rdzeni łodyg, po namaczaniu w oliwie wytwarzano świece[8].

## Udział w kulturze
W polskim tłumaczeniu Biblii Tysiąclecia w niektórych wersetach (Rdz 41,2, Hi 8,11, Iz 9,13; 19,6,15) użyto słowa sitowie, które w potocznym rozumieniu oznacza skupisko sitów. Zdaniem większości badaczy roślin biblijnych chodzi tutaj o sit morski, który zarówno w Palestynie, jak i Egipcie jest gatunkiem rodzimym i rośnie nie tylko nad morzem, ale również w głębi lądów.

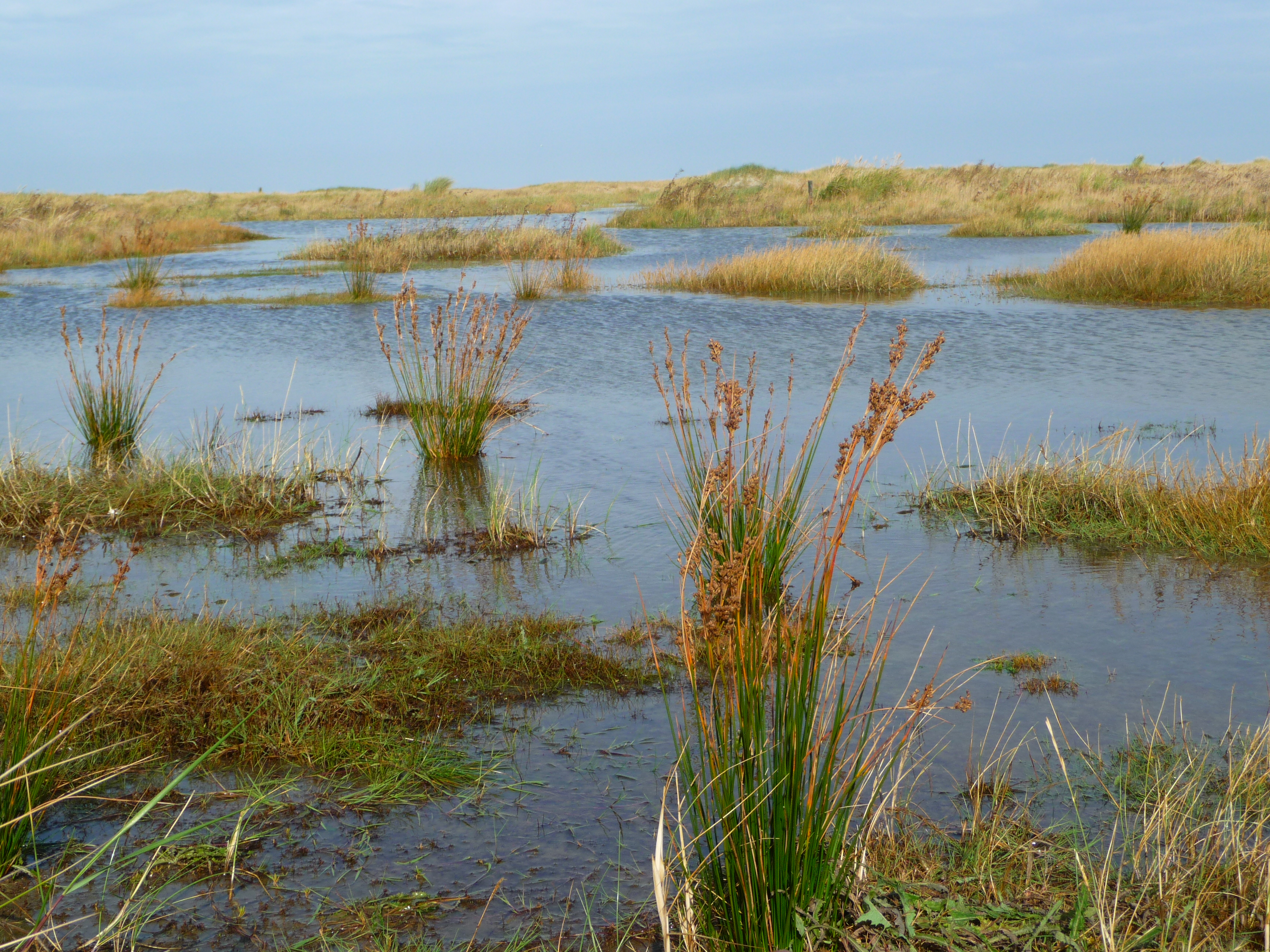
Kępy situ morskiego